# Saison 2018-2019 du Montpellier Hérault Sport Club (féminines)
 (février 2024).
- Si vous ne connaissez pas le sujet, laissez ce bandeau (vous pouvez alors contacter les auteurs).
- Si vous supprimez le contenu mis en cause (vous pouvez préalablement contacter les auteurs),

argumentez précisément cette suppression dans la page de discussion
(un manque de référence n'est pas un argument ; une recherche réelle de référence doit avoir été effectuée, être formellement documentée).
Maillots
Dernière mise à jour : 15 juillet 2019.
Chronologie
Saison précédente Saison suivante
La saison 2018-2019 de la section féminine du Montpellier Hérault Sport Club est la vingt-deuxième saison consécutive du club héraultais en première division du championnat de France et la vingt-sixième saison du club à ce niveau depuis 1985.
Jean-Louis Saez est à la tête du staff montpelliérain lors de cette nouvelle saison qui fait suite à plusieurs saisons aux avant-postes pour le club, sans pour autant parvenir à décrocher un titre national. Les objectifs pour cette saison sont donc identiques à ceux des saisons précédentes, les dirigeants espérant venir concurrencer l'Olympique lyonnais pour le titre et retrouver la coupe d'Europe qui leur a échappé la saison dernière.
Le Montpellier HSC évolue également au cours de la saison en Coupe de France.

## Avant saison

### Préparation d'avant-saison
Les féminines du Montpellier HSC reprennent l'entrainement le 16 juillet 2018.

## Compétitions

### Championnat

#### Phase aller - Journée 1 à 11
La saison démarre difficilement pour les filles de Jean-Louis Saez qui ne s'imposent qu'un but à zéro face au promu, le Dijon FCO, qui jouait le premier match de son histoire en première division, en s'inclinant un but à zéro à domicile face aux Gir. Bordeaux, puis en s'inclinant une nouvelle fois un but à zéro sur la pelouse du FC Fleury. Lors de la quatrième journée, alors qu'elles affrontent le Paris Saint-Germain, les pailladines passent à côté de leur match et s'incline lourdement à domicile trois buts à zéro, avant d'être une nouvelle fois être tenu en échec sur le score d'un but partout sur la pelouse de l'ASJ Soyaux. Les filles de Jean-Louis Saez retrouvent des couleurs sur la pelouse de l'Olympique lyonnais, mais s'inclinent tout de même deux buts à un, avant de s'enflammer lors de la journée suivante en étrillant le FC Metz onze buts à zéro, avec cinq buts de Stina Blackstenius, puis de retomber dans leurs travers lors du déplacement au Lille OSC et de n'obtenir que le point du match nul. Lors de la 9e journées, les pailladines retrouvent leur football en s'imposant deux buts à zéro face au Paris FC, puis enchaînent avec deux grosses victoires face au Rodez AF , cinq buts à zéro, puis sur le terrain de l'EA Guingamp, cinq buts à un.

#### Phase retour - Journée 12 à 22
Pour le premier match retour de la saison, les pailladines retrouvent le podium grâce à une nouvelle victoire sur leur pelouse face au FC Fleury sur le score de trois buts à un, avant d'être tenu en échec lors de la journée suivante sur la pelouse des Girondins de Bordeaux sur le score de deux buts partout.

### Coupe de France
La coupe de France 2018-2019 est la 18e édition de la coupe de France, une compétition à élimination directe mettant aux prises les clubs de football à travers la France métropolitaine et les DOM-TOM. Elle est organisée par la FFF et ses ligues régionales.

### Matchs officiels de la saison
Le tableau ci-dessous retrace les rencontres officielles jouées par le Montpellier HSC durant la saison. Les buteurs sont accompagnés d'une indication sur la minute de jeu où est marqué le but et, pour certaines réalisations, sur sa nature (penalty ou contre son camp).
| Compétition     | Débute au tour | Place ou tour final | Matches joués | Gagnés | Nuls | Perdus | Buts pour | Buts contre | Différence |
| Division 1      | -              | 3e                  | 22            | 12     | 3    | 7      | 51        | 27          | +24        |
| Coupe de France | 1/16 de finale | 1/16 de finale      | 1             | 0      | 0    | 1      | 0         | 1           | -1         |
| Total           | -              | -                   | 23            | 12     | 3    | 8      | 51        | 28          | +23        |

## Joueuses et encadrement technique

### Transferts
Les dirigeants pailladins se renforcent principalement en défense cette saison en recrutant début juillet Sarah Puntigam, l'internationale autrichienne du SC Fribourg, puis Maëlle Lakrar, la jeune défenseuse de l'Olympique de Marseille.
Du côté des départs, après l'annonce de fin de carrière de Laëtitia Tonazzi, le club voit partir son attaquante Marie-Charlotte Léger qui rejoint le FC Fleury puis prête pour une saison au Lille OSC Morgane Nicoli. Durant le mois de juillet, Lindsey Thomas de retour de prêt depuis les Girondins de Bordeaux est à nouveau prêté à un club de première division, le Dijon FCO. Dans le même temps, le club annonce le départ pour le Fiorentina WCF de sa défenseure, Laura Agard, avant de voir partir sa gardienne de but, Laëtitia Philippe, pour le Rodez AF, après 11 saisons dans l'Hérault.
| Nom                   | Nationalité | Transfert                      | Provenance/Destination     | Division                                 |
| Été 2018              |             |                                |                            |                                          |
| Arrivées              |             |                                |                            |                                          |
| Sarah Puntigam        | Autriche    | Transfert                      | SC Fribourg                | Allianz Frauen-Bundesliga                |
| Maëlle Lakrar         | France      | Transfert                      | Olympique de Marseille     | Division 2                               |
| Lucie Esnault         | France      | Transfert                      | Soyaux                     | Division 1                               |
| Retour de prêts       |             |                                |                            |                                          |
| Lindsey Thomas        | France      | Expiration de la durée de prêt | Girondins de Bordeaux      | Division 1                               |
| Départs               |             |                                |                            |                                          |
| Laëtitia Tonazzi      | France      | Fin de carrière                |                            |                                          |
| Laura Agard           | France      | Transfert                      | Fiorentina WCF             | Serie A                                  |
| Laëtitia Philippe     | France      | Transfert                      | Rodez AF                   | Division 1                               |
| Camélia Moussa        | France      | Transfert                      | Grenoble                   | Division 2                               |
| Blandine Joly         | France      | Transfert                      | FC Fleury                  | Division 1                               |
| Alexia Burtin         | France      | Transfert                      | Albi                       | Division 2                               |
| Prêts                 |             |                                |                            |                                          |
| Morgane Nicoli        | France      | Prêt                           | Lille OSC                  | Division 1                               |
| Marie-Charlotte Léger | France      | Prêt                           | FC Fleury                  | Division 1                               |
| Lindsey Thomas        | France      | Prêt                           | Dijon FCO                  | Division 1                               |
| Hiver 2019            |             |                                |                            |                                          |
| Arrivées              |             |                                |                            |                                          |
| Marija Banušić        | Suède       | Transfert                      | Beijing BG Phoenix F.C.    | Chinese Women's Super League             |
| Easther Mayi Kith     | Cameroun    | Transfert                      | West Virginia Mountaineers | National Collegiate Athletic Association |
| Départs               |             |                                |                            |                                          |
| Katrine Veje          | Danemark    | Transfert                      | Arsenal                    | FA Women's Super League                  |
| Stina Blackstenius    | Suède       | Transfert                      | Linköpings FC              | Damallsvenskan                           |

### Encadrement technique
L'équipe est entraînée par Jean-Louis Saez, un entraîneur de 47 ans, en poste depuis l'été 2013 et ancien joueur du club dans les années 1980. Il a fait ses armes à l'AC Arles-Avignon où il a entraîné l’équipe première de 1992 à 2005, avant de s'occuper des jeunes du MHSC (-15 ans) et du Nîmes Olympique (-19 ans), pour retrouver l'AC Arles-Avignon en équipe réserve, puis en Ligue 1 le temps d’un intérim.

### Statistiques individuelles
| Joueuse             | Total |
| Clarisse Le Bihan   | 6     |
| Janice Cayman       | 5     |
| Marion Torrent      | 5     |
| Sakina Karchaoui    | 4     |
| Sofia Jakobsson     | 3     |
| Sandie Toletti      | 3     |
| Sarah Puntigam      | 2     |
| Virginia Torrecilla | 2     |
| Anouk Dekker        | 1     |
| Nérilia Mondésir    | 1     |
| Katrine Veje        | 1     |

| Joueuse             | Total |
| Clarisse Le Bihan   | 13    |
| Janice Cayman       | 8     |
| Stina Blackstenius  | 6     |
| Valérie Gauvin      | 6     |
| Sofia Jakobsson     | 5     |
| Anouk Dekker        | 3     |
| Marion Torrent      | 3     |
| Sakina Karchaoui    | 2     |
| Sandie Toletti      | 2     |
| Solène Champagnac   | 1     |
| Virginia Torrecilla | 1     |
| Sarah Puntigam      | 1     |

| Nat. | Nom                 | Division 1 | Division 1 | Division 1  | Division 1 | Division 1   | Coupe de France | Coupe de France | Coupe de France | Coupe de France | Coupe de France | Total | Total | Total       | Total  | Total        |
| Nat. | Nom                 | M.j.       | Tps.       | But inscrit | Averti     | Carton rouge | M.j.            | Tps.            | But inscrit     | Averti          | Carton rouge    | M.j.  | Tps.  | But inscrit | Averti | Carton rouge |
|      | Casey Murphy        | 22         | 1980       | 0           | 0          | 0            | 1               | 90              | 0               | 0               | 0               | 23    | 2070  | 0           | 0      | 0            |
|      | Méline Gérard       | 0          | 0          | 0           | 0          | 0            | 0               | 0               | 0               | 0               | 0               | 0     | 0     | 0           | 0      | 0            |
|      | Marion Torrent      | 22         | 1980       | 3           | 1          | 0            | 1               | 90              | 0               | 0               | 0               | 23    | 2070  | 3           | 1      | 0            |
|      | Sakina Karchaoui    | 22         | 1943       | 2           | 0          | 0            | 1               | 90              | 0               | 1               | 0               | 23    | 2033  | 2           | 1      | 0            |
|      | Marion Romanelli    | 8          | 451        | 0           | 0          | 0            | 0               | 0               | 0               | 0               | 0               | 8     | 451   | 0           | 0      | 0            |
|      | Linda Sembrant      | 18         | 1455       | 0           | 1          | 0            | 1               | 90              | 0               | 0               | 0               | 19    | 1545  | 0           | 1      | 0            |
|      | Sarah Puntigam      | 17         | 1456       | 1           | 4          | 0            | 0               | 0               | 0               | 0               | 0               | 17    | 1456  | 1           | 4      | 0            |
|      | Maëlle Lakrar       | 15         | 1231       | 0           | 1          | 0            | 1               | 90              | 0               | 0               | 0               | 16    | 1321  | 0           | 1      | 0            |
|      | Daïna Bourma        | 2          | 37         | 0           | 1          | 0            | 0               | 0               | 0               | 0               | 0               | 2     | 37    | 0           | 1      | 0            |
|      | Anouk Dekker        | 20         | 1693       | 3           | 4          | 0            | 1               | 90              | 0               | 0               | 0               | 21    | 1783  | 3           | 4      | 0            |
|      | Sandie Toletti      | 17         | 1211       | 2           | 4          | 0            | 1               | 71              | 0               | 0               | 0               | 18    | 1282  | 2           | 4      | 0            |
|      | Katrine Veje        | 6          | 159        | 0           | 0          | 0            | 0               | 0               | 0               | 0               | 0               | 6     | 159   | 0           | 0      | 0            |
|      | Virginia Torrecilla | 17         | 1079       | 1           | 5          | 0            | 1               | 90              | 0               | 0               | 0               | 18    | 1169  | 1           | 5      | 0            |
|      | Manon Uffren        | 0          | 0          | 0           | 0          | 0            | 0               | 0               | 0               | 0               | 0               | 0     | 0     | 0           | 0      | 0            |
|      | Solène Champagnac   | 3          | 65         | 1           | 1          | 0            | 0               | 0               | 0               | 0               | 0               | 3     | 65    | 1           | 1      | 0            |
|      | Sofia Jakobsson     | 22         | 1455       | 5           | 0          | 0            | 0               | 0               | 0               | 0               | 0               | 22    | 1455  | 5           | 0      | 0            |
|      | Stina Blackstenius  | 12         | 635        | 6           | 0          | 0            | 1               | 34              | 0               | 0               | 0               | 13    | 669   | 6           | 0      | 0            |
|      | Janice Cayman       | 22         | 1674       | 8           | 1          | 0            | 1               | 90              | 0               | 0               | 0               | 23    | 1764  | 8           | 1      | 0            |
|      | Nérilia Mondésir    | 16         | 452        | 0           | 3          | 0            | 1               | 19              | 0               | 0               | 0               | 17    | 471   | 0           | 3      | 0            |
|      | Valérie Gauvin      | 15         | 767        | 6           | 0          | 0            | 1               | 56              | 0               | 0               | 0               | 16    | 823   | 6           | 0      | 0            |
|      | Easther Mayi Kith   | 1          | 90         | 0           | 0          | 0            | 0               | 0               | 0               | 0               | 0               | 1     | 90    | 0           | 0      | 0            |
|      | Clarisse Le Bihan   | 22         | 1792       | 13          | 0          | 0            | 1               | 90              | 0               | 0               | 0               | 23    | 1882  | 13          | 0      | 0            |
|      | Lisa Martinez       | 3          | 136        | 0           | 0          | 0            | 0               | 0               | 0               | 0               | 0               | 3     | 136   | 0           | 0      | 0            |
|      | Marija Banušić      | 3          | 39         | 0           | 0          | 0            | 0               | 0               | 0               | 0               | 0               | 3     | 39    | 0           | 0      | 0            |

### Joueuses en sélection nationale
Six joueuses de l'effectif du Montpellier HSC ont déjà connus les honneurs d'être appelées en équipe de France.
Neuf autres joueuses sont également internationales, les trois suédoises, Linda Sembrant, Stina Blackstenius et Sofia Jakobsson, Virginia Torrecilla avec l'équipe d'Espagne, Anouk Dekker internationale hollandaise, Janice Cayman, internationale belge, Katrine Veje avec l'équipe du Danemark, Nérilia Mondésir avec l'équipe d'Haïti et Sarah Puntigam l'internationale autrichienne.

## Affluence et télévision

### Affluence
Affluence du MHSC à domicile

### Retransmission télévisée
La FFF a renouvelé l'appel d'offre des droits TV du championnat de France en imposant aux diffuseurs d'être en mesure de diffuser toutes les rencontres. C'est finalement le groupe Canal + qui a été retenu pour la somme de 6 millions d'euros pour cinq ans.
Le championnat gagne ainsi en visibilité, puisque deux matchs émergeront lors de chaque journée, un match le samedi à 14 heures 30 en multiplex avec les autres rencontres et un second en match le dimanche à 15 heures. À la mi-temps de l'affiche de Ligue 1, diffusée par Canal + à 17 heures le samedi, la chaîne cryptée consacrera aussi un résumé de 12 minutes au foot féminin.

## Équipe réserve et équipes de jeunes

### Équipe réserve
L’équipe réserve du Montpellier HSC sert de tremplin vers le groupe principal pour les jeunes du centre de formation ainsi que de recours pour les joueuses de retour de blessure ou en manque de temps de jeu. Elle évolue en Régional 1 lors de cette saison.
| Rang | Équipe               | Pts | J  | G  | N | P | Bp  | Bc | Diff |
| ---- | -------------------- | --- | -- | -- | - | - | --- | -- | ---- |
| 1    | Montpellier HSC rés. | 54  | 18 | 18 | 0 | 0 | 104 | 9  | +95  |
| 2    | AS Lattoise          | 43  | 18 | 14 | 1 | 3 | 67  | 25 | +42  |
| 3    | Olympique d'Alès P   | 40  | 18 | 13 | 1 | 4 | 53  | 20 | +33  |
| 4    | Saint-Cyprien FA     | 30  | 18 | 9  | 3 | 6 | 44  | 22 | +22  |

Le Montpellier HSC n'est pas qualifié pour les barrages d'accession en D2 féminine malgré sa première place car les clubs réserve d'un club de D1 ne peuvent jouer en D2.

- Qualifié pour les barrages d'accession en D2
- P : Promu de Division d'Honneur Régionale

### Équipe de jeunes
Le club héraultais possède une équipe des moins de 19 ans qui participe au Challenge National Féminin U19.
| Rang | Équipe                 | Pts | J | G | N | P | Bp | Bc | Diff |
| ---- | ---------------------- | --- | - | - | - | - | -- | -- | ---- |
| 1    | AS Saint-Étienne       | 21  | 8 | 7 | 0 | 1 | 20 | 7  | +13  |
| 2    | Montpellier HSC        | 14  | 8 | 4 | 2 | 2 | 11 | 10 | +1   |
| 3    | Olympique de Marseille | 8   | 8 | 2 | 2 | 4 | 6  | 13 | -7   |
| 4    | Grenoble Foot          | 7   | 8 | 1 | 4 | 3 | 11 | 12 | -1   |
| 5    | Rodez AF               | 5   | 8 | 1 | 2 | 5 | 11 | 17 | -6   |

- Qualifié pour le niveau "Elite"

Le Montpellier HSC U19 se qualifie donc pour le niveau "Elite" du Challenge National Féminin U19. Cette phase est séparée en deux groupes et les vainqueurs de chaque groupes s'affronteront lors de la finale.
| Rang | Équipe             | Pts | J  | G | N | P | Bp | Bc | Diff |
| ---- | ------------------ | --- | -- | - | - | - | -- | -- | ---- |
| 1    | Olympique lyonnais | 25  | 10 | 8 | 1 | 1 | 33 | 11 | +22  |
| 2    | Montpellier HSC    | 20  | 10 | 6 | 2 | 2 | 18 | 11 | +7   |
| 3    | Paris FC           | 16  | 10 | 5 | 1 | 4 | 25 | 24 | +1   |
| 4    | Dijon FCO          | 12  | 10 | 4 | 0 | 6 | 25 | 20 | +5   |

- Qualifié pour la finale